# باشگاه فوتبال بث استیت
باشگاه فوتبال بث استیت یک باشگاه فوتبال حرفه‌ای دومینیکایی است که در روسو واقع شده است. این باشگاه در لیگ برتر دومینیکا رقابت می‌کند. این باشگاه در سال ۲۰۱۰ قهرمان شد.